# Ora (marca)
Ora (xinès: 欧拉, hp

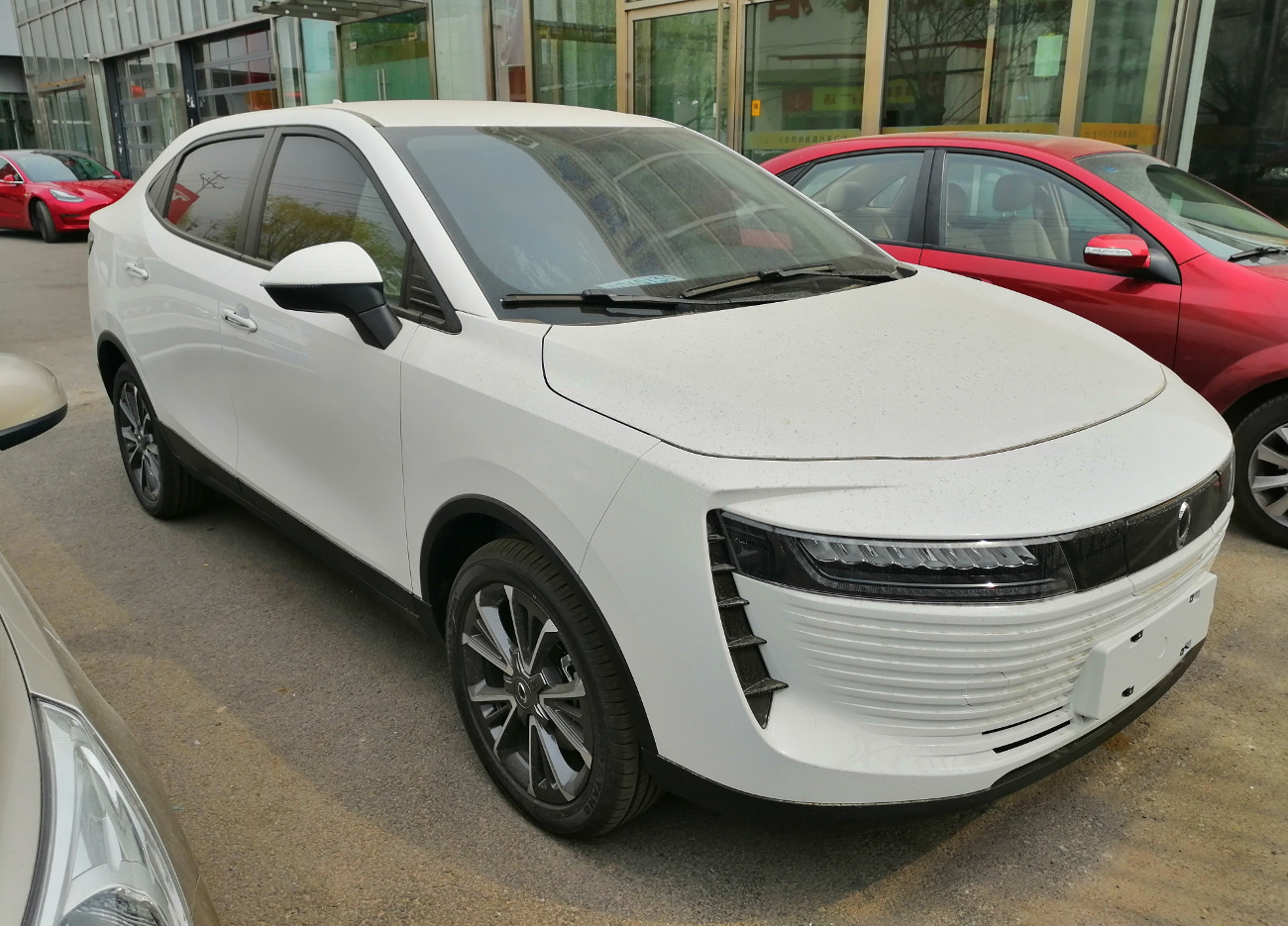
Ora iQ

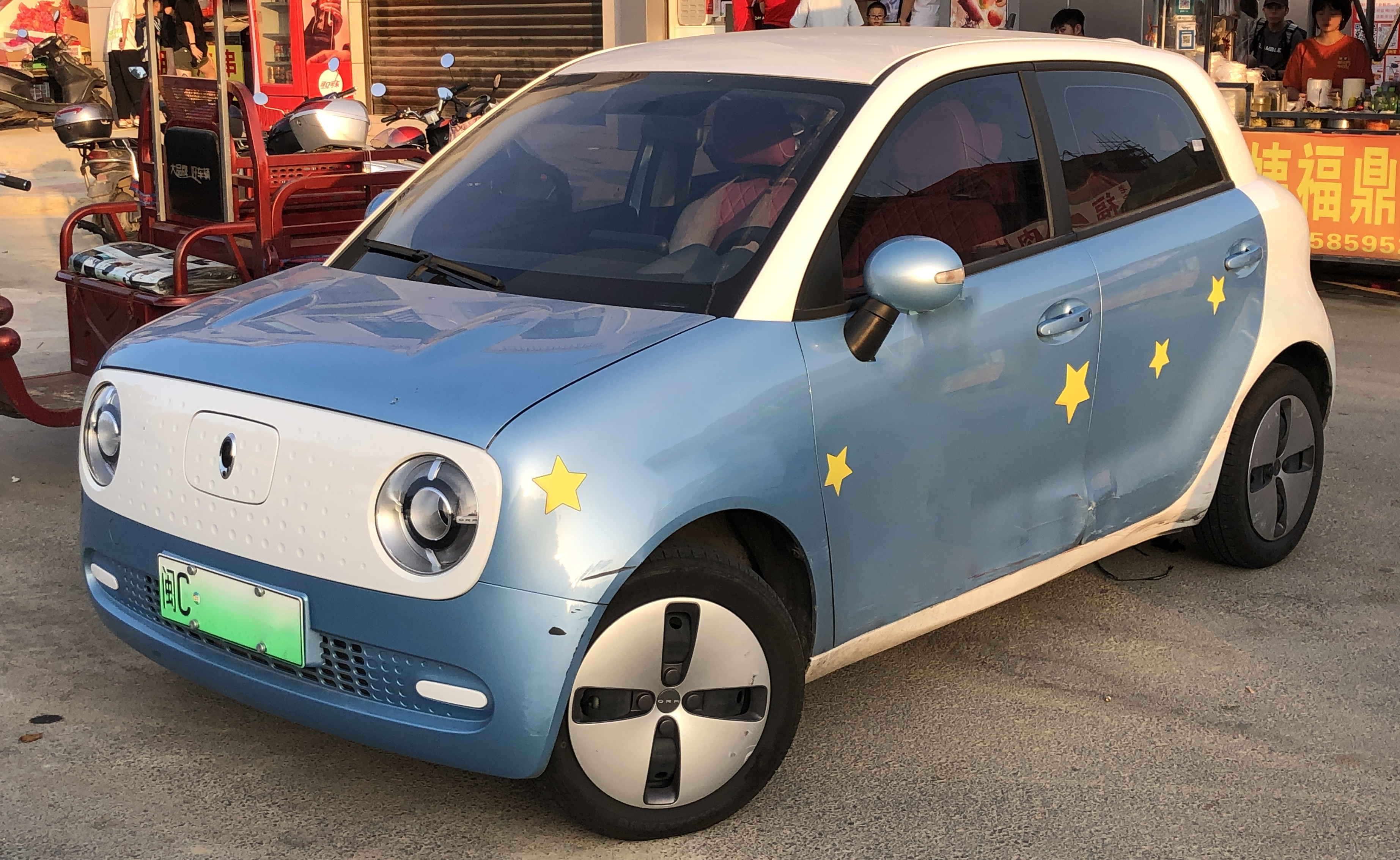
Ora Black Cat

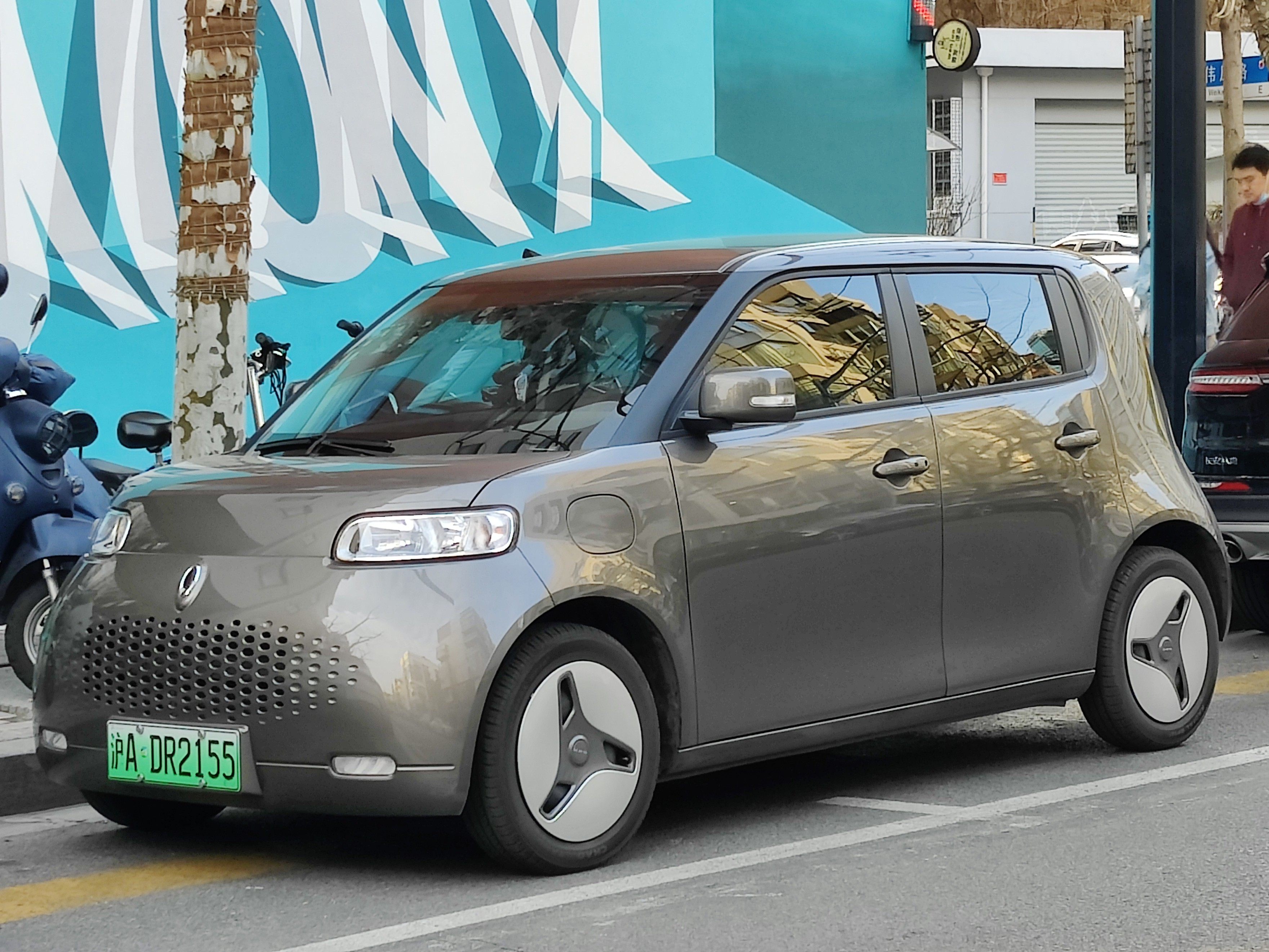
Ora White Cat

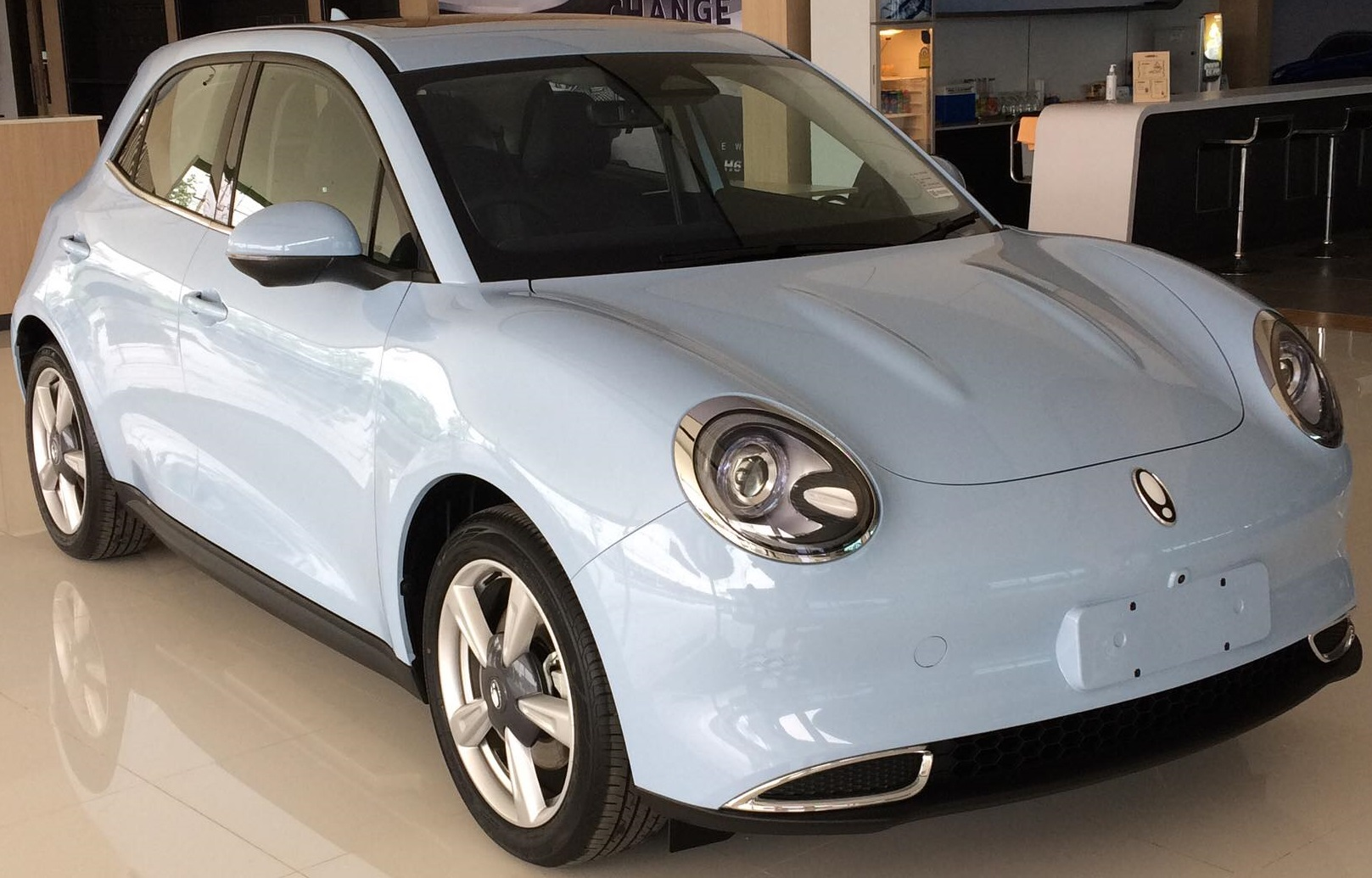
Ora Funky Cat

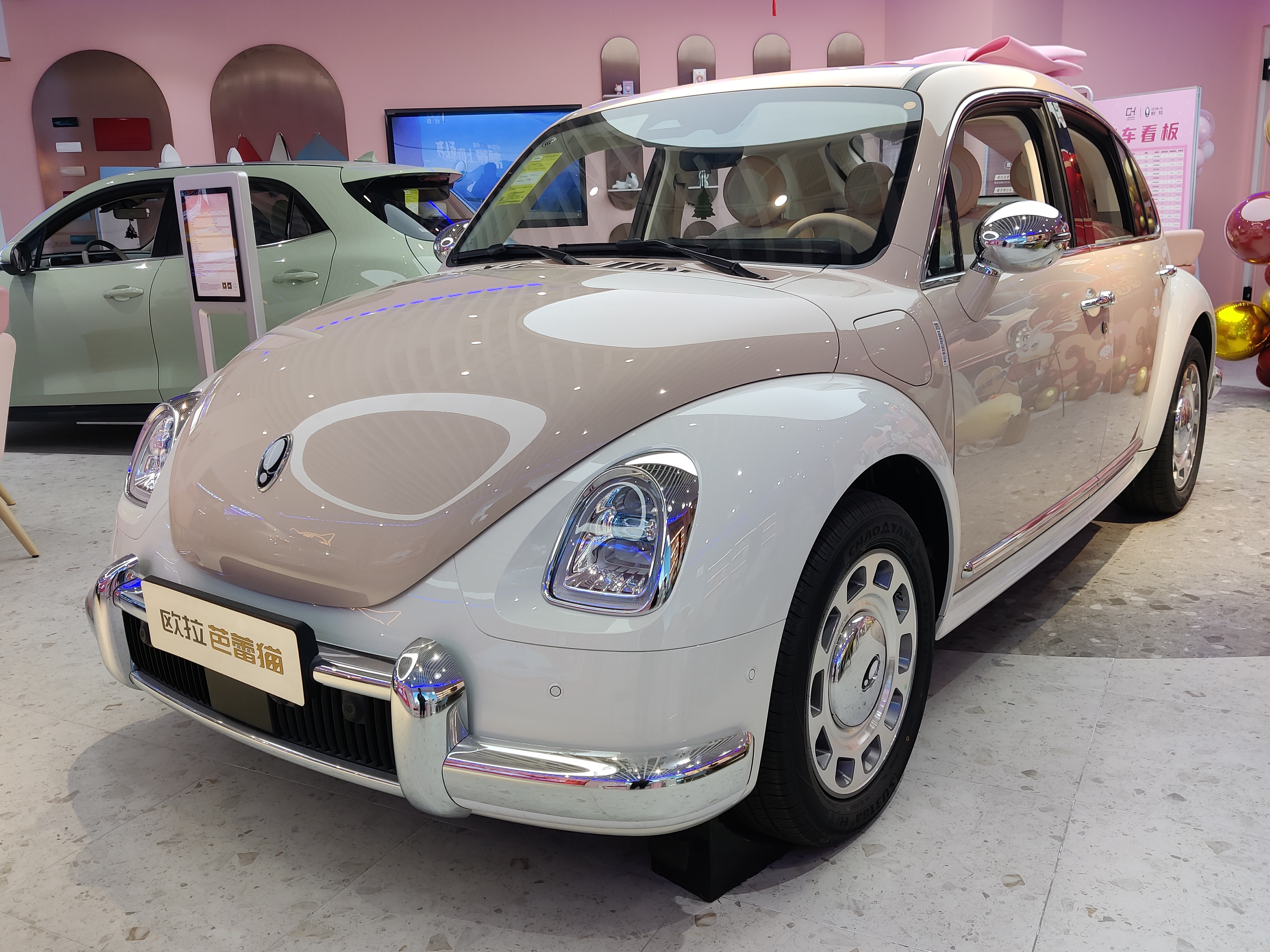
Ora Ballet Cat

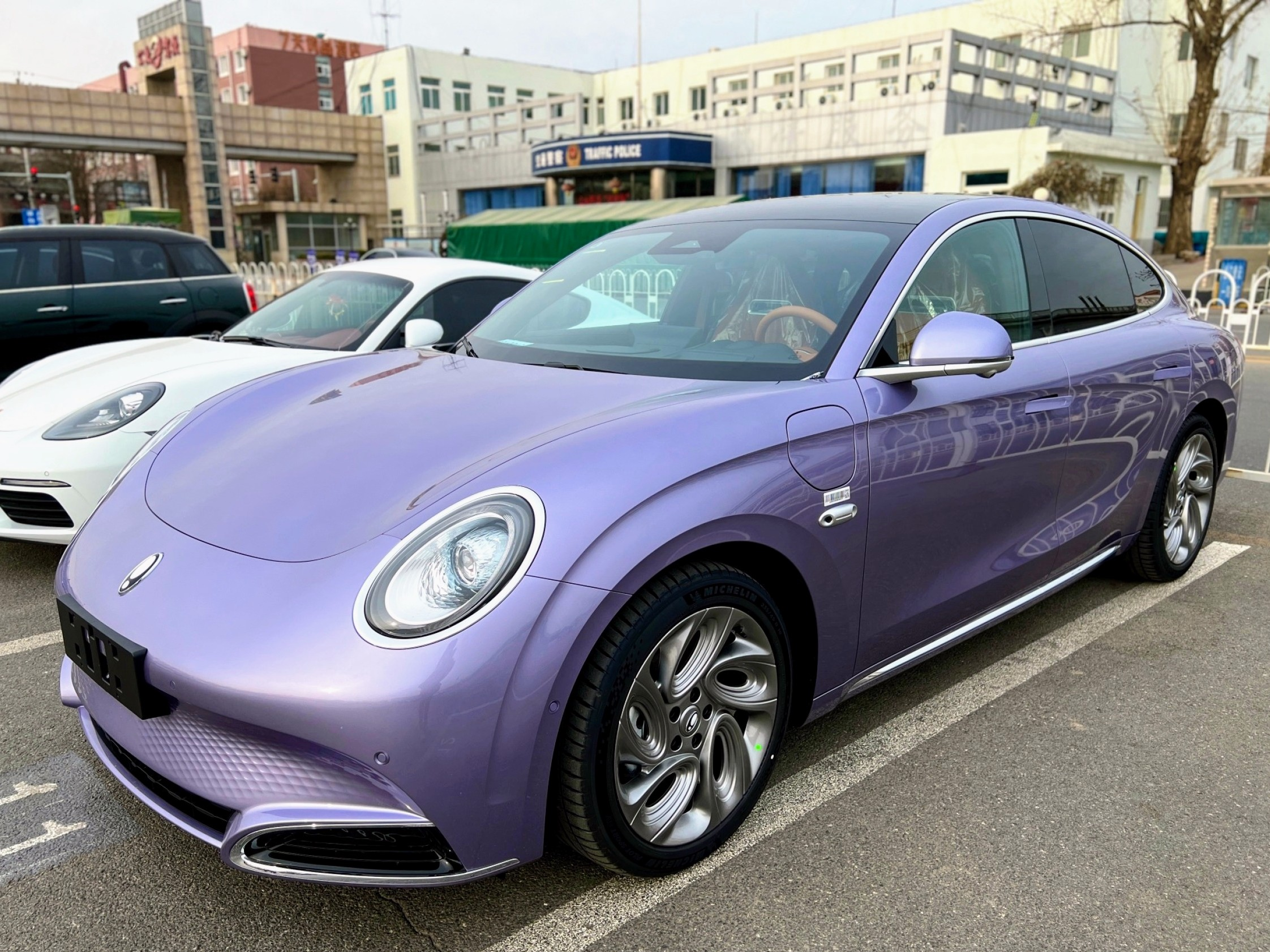
Ora Lightning Cat

Oūlā; estilitzat en totes les majúscules) és una marca de cotxe elèctric de baterias establert el 2018 pel fabricant d'automòbils Great Wall Motor (GWM) xinès.
Segons GWM, Ora significa "open, reliable i alternative", alhora que fa homenatge a Leonhard Euler, un notable matemàtic suís el cognom del qual es tradueix fonèticament com "Oula" en xinès mandarí.

## Història
Great Wall Motors va anunciar la creació de la nova marca Ora, dedicada a una nova línia de cotxes elèctricss, el maig de 2018. En aquell moment, la marca es va llançar amb dos models inicials: el crossover iQ5 (més tard iQ) i city car R1 (més tard Black Cat). Les vendes de l'iQ van començar oficialment la marca l'agost de 2018. El tercer model Ora R2 (més tard White Cat) es va veure prèviament per primera vegada el juny de 2019, la producció comença oficialment el juliol de 2020.
La marca Ora va entrar a Europa, Tailàndia, Malàisia, Sud-àfrica i Austràlia a finals de 2022, Brasil el 2023 i Brunei el 8 de desembre de 2023. Ora es va presentar al Saló Internacional de l'Automòbil d'Indonèsia 2023 i està previst que es comercialitzi a Indonèsia el 2024.
Segons els informes, el nom dels vehicles de la sèrie "Cat" es basa en la famosa cita d'un Deng Xiaoping: "No importa si és un gat blanc o un gat negre; sempre que pugui atrapar ratolins, és un bon gat".